# Amblyteles armatorius
Amblyteles armatorius là một loài tò vò trong họ Ichneumonidae.

## Hình ảnh

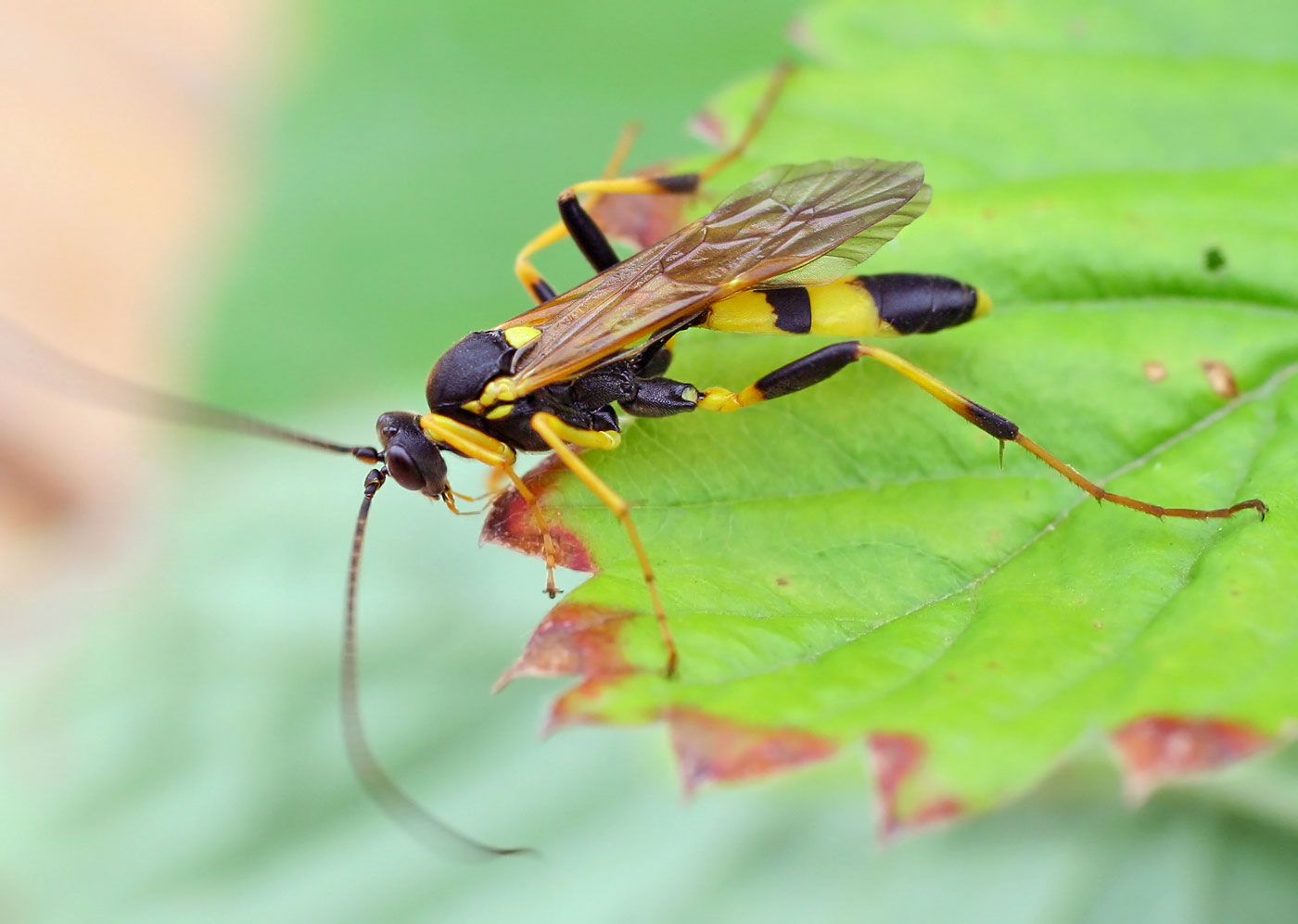
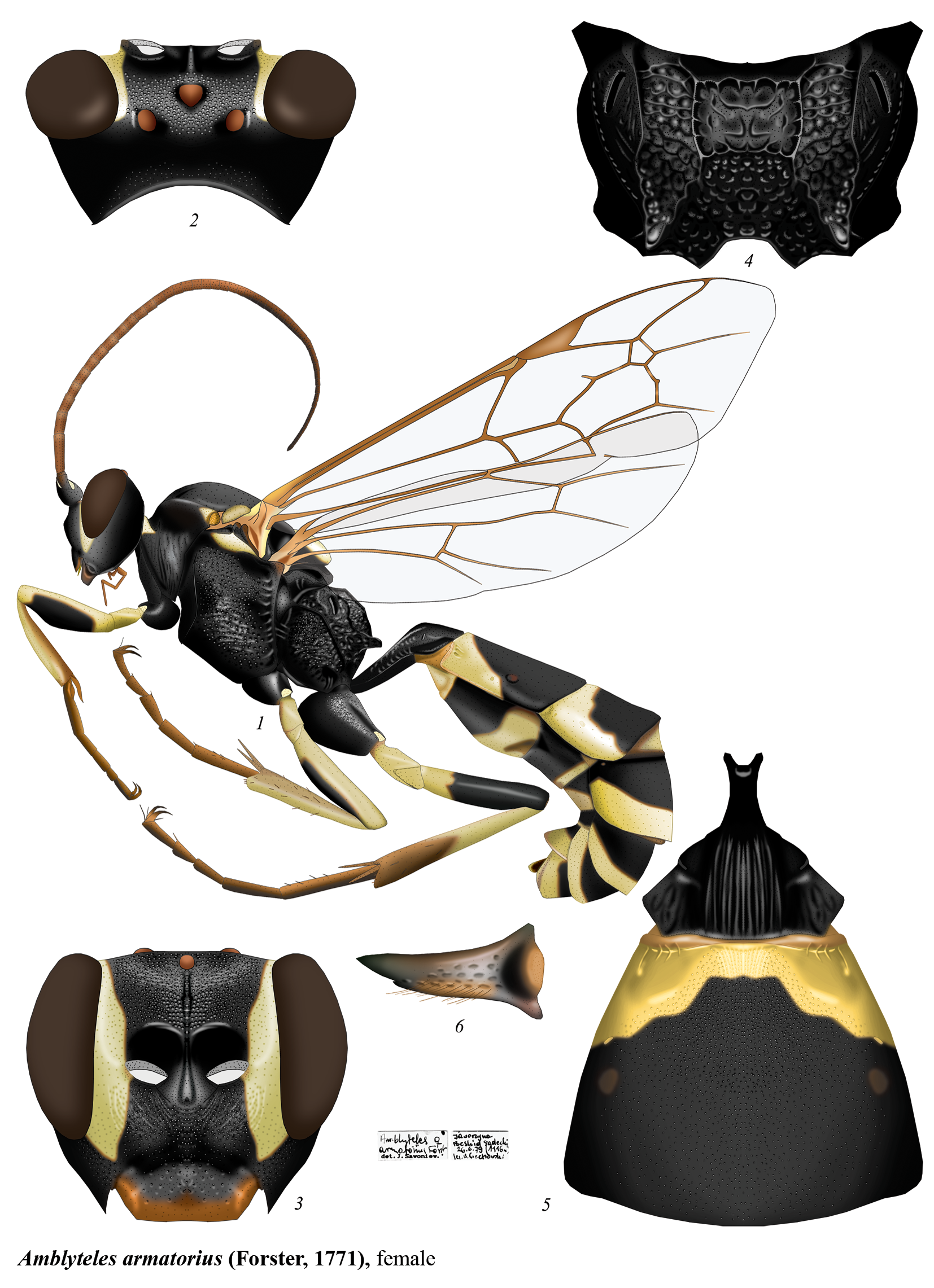